# Под старото небе
„Под старото небе“ е български игрален филм от 1922 година на режисьора Николай Ларин, по сценарий на Цанко Церковски. Оператор е Чарл Кенеке.

## Любопитно
- Филмът се снима в Бяла черква, родното село на Бакалов. Артистите от Народния театър са командировани без пътни, дневни и без допълнително възнаграждение освен заплатите. Екипът е настанен в родните къщи на Цанко Церковски и Райко Даскалов, който отстъпил министерския си автомобил на кинаджиите. Всички се хранят на обща трапеза. Край казаните, в които постоянно къкрели гозби, кротувала една бъчва с 200 л отлежало вино за зажаднелите артисти. Майката на Цанко, възрастна 80-годишна жена, втрещена гледала „филмовата експедиция“, която обърнала къщата нагоре с краката, тропала нервно с тояжката по двора и през час укорявала сина си:

– Докога бе, Цанко, ще храниш тези гладни карагьозчии? Не виждаш ли, че ще ти изядат и ушите? Започнаха вече и сами да ходят в мазето и да тършуват в каците. Че за тях ли съм го приготвила?
- В масовите сцени участвало цялото население на Бяла черква и Михалци. Сцената на „междуселския бой за мера“ толкова разгорещява страстите, че се превръща в истинско сражение между „статистите“, въоръжени с вили, мотики, сопи и брадви. Мнозина от участниците завършили снимките с посинели гърбове и окървавени лица.
- Тържествената премиера на филма се състояла на 22 декември 1922 г. в „Модерен театър“. На прожекцията присъствало земеделското правителство начело с Александър Стамболийски, дипломатическото тяло и всички „най-отбрани хора“ на столичния елит. С нарочна заповед Министерството на просветата указва „най-горещо“ филма да се гледа от учащата се младеж. „Под старото небе“ бележи и първата поява на по-сериозна кинокритика по страниците на българския печат.
- След като филмът обикаля с успех страната, режисьорът Ларин и артистът Георги Фратев (според Маргарита Арачийска - бивш уредник на къщата музей „Цанко Церковски“ в Бяла черква, Ларин е първият съпруг на Севдалина Церковска), „открадват“ оригиналната лента и забягват в чужбина. Според Гендов са прожектирали филма във Виена и Париж, след което следите му се губят. Друга версия гласи, че е продаден скъпо на чужди филмови къщи заради „масовите селски сцени, които предизвиквали възхищение“.

## Актьорски състав
- Златан Кашеров – Горан
- Вела Ушева – Севдана
- Иван Попов – Дядо Станко
- Петко Чирпанлиев – Кънчо
- Никола Балабанов – Стайко
- Мила Савова – Стрина страхилка
- Добри Дундоров – Дядо Благо
- Мария Тороманова-Хмелик – Баба Транка
- Пенка Икономова – Румяна
- Севделина Церковска – Яна
- Мария Попова
- Мария Казакова
- Катя Стоянова
- Тодор Йорданов
- Георги Фратев
- Мери Станинова-Стандич
- Борис Борозанов